# يو إف سي ليلة القتال: هنت ضد بيغ فوت
يو إف سي ليلة القتال: هنت ضد بيغ فوت (بالإنجليزية: UFC Fight Night: Hunt vs. Bigfoot)‏ (المعروف أيضًا باسم يو إف سي ليلة القتال 33) هو حدث لفنون القتال المختلطة نظمته يو إف سي، وأُقيم في 7 ديسمبر 2013، على مركز بريزبان للترفيه في بريزبان، أستراليا. تم بث الحدث مباشرة على قناة فوكس سبورتس 1.